# 澳洲背唇隆頭魚
澳洲背唇隆頭魚，為輻鰭魚綱鱸形目隆頭魚亞目隆頭魚科的其中一種，分布於澳洲南部海域，棲息在礁石區海域，生活習性不明。

## 擴展閱讀
維基物種上的相關：澳洲背唇隆頭魚